# Хребет Менделеева
Хребе́т Менделе́ева — подводный хребет (подводная возвышенность) в центральной части Северного Ледовитого океана. Расположен восточнее хребта Ломоносова. Он менее расчленён и имеет более пологие склоны, чем хребет Ломоносова.
Открыт в 1949 году Советской высокоширотной воздушной экспедицией.
Первоначально под этим названием понималось обширное поднятие с наименьшей глубиной около 1500 м, простирающееся на 1500 км от района острова Врангеля по направлению к Канадскому Арктическому архипелагу. Однако позднее в центральной части хребта был обнаружен разрыв в виде подводной долины с глубинами до 2700 м. Впоследствии частям хребта, лежащим по обе стороны подводной долины, были присвоены разные наименования. Название «Хребет Менделеева» сохранилось лишь за частью, тяготеющей к России, а остальную часть хребта стали называть поднятием Альфа (по названию американской дрейфующей станции, которая работала в этом районе Северного Ледовитого океана). В англоязычной литературе нередко используется термин хребет Альфа—Менделеева (англ. Alpha-Mendeleev ridge, AMR).
Изучение хребта Менделеева (причём и как самостоятельного географического объекта, и как единое целое с поднятием Альфа) продолжается. В литературе описаны различные гипотезы возникновения возвышенности в этой части Северного Ледовитого океана. С одной стороны, хребет Менделеева и поднятие Альфа могли возникнуть в результате единого вулканического эпизода (горячей точки) в верхнем меле. С другой стороны, поднятие — в частности, часть, известная как Хребет Менделеева — может иметь и континентальное происхождение. 